# Radensko polje, Radenci
Za Radensko polje pri Grosupljem glej Radensko polje, Grosuplje
Radensko polje je naplavna ravnica reke Mure na njenem desnem bregu med Radenci in Vučjo vasjo v občini Radenci. Njena dolžina je okoli 6 kilometrov.